# Roberta Tagliavini

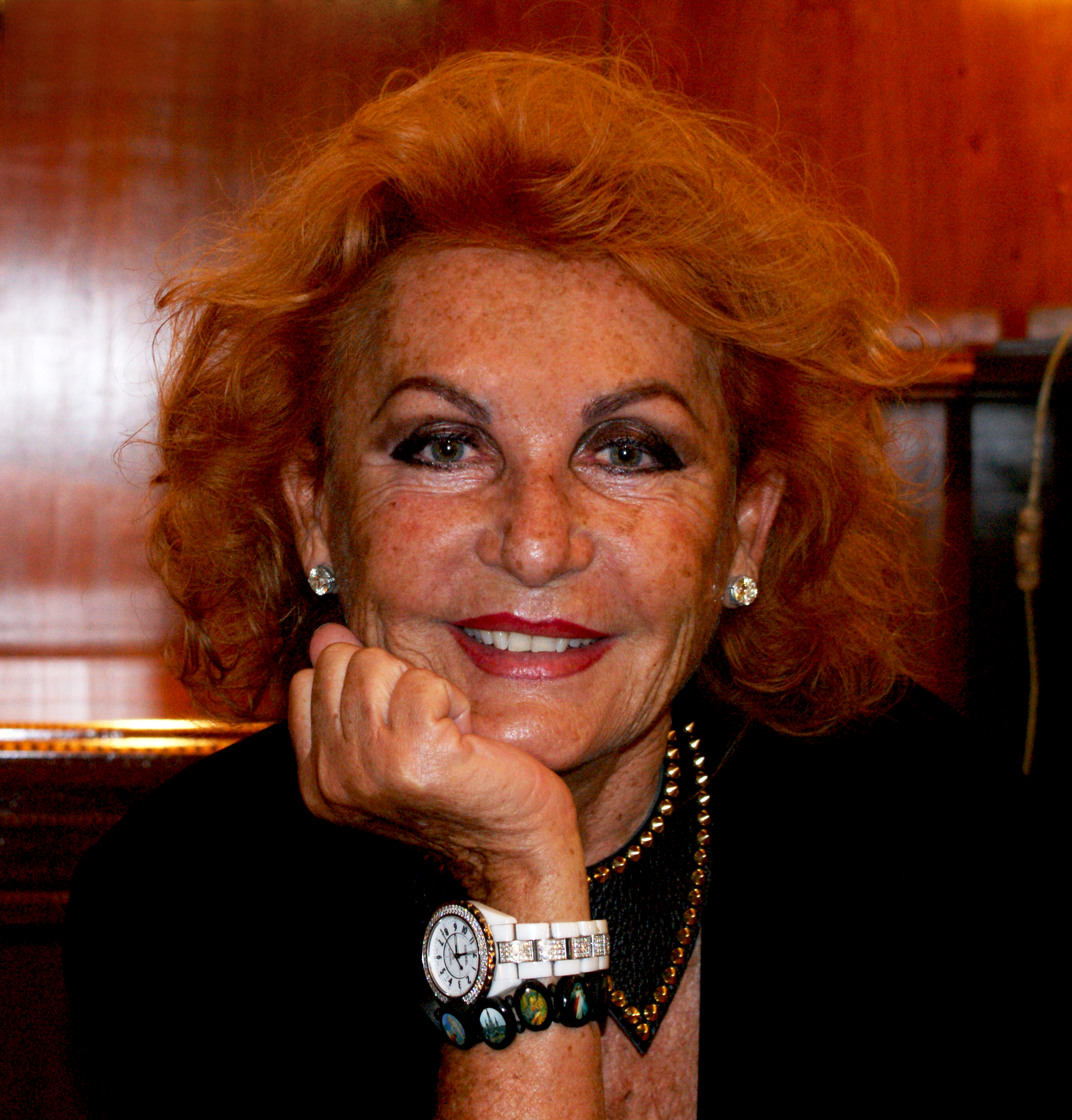
Roberta Tagliavini nel 2012

Roberta Tagliavini (Bologna, 20 novembre 1941) è una mercante d'arte e personaggio televisivo italiano.

## Biografia
Figlia unica, nasce a Bologna da madre operaia metalmeccanica e da padre infermiere. Nel 1963 si trasferisce a Milano, dove, a seguito di un viaggio a Parigi, si appassiona allo stile Liberty, aprendo così la sua prima galleria d'arte nei pressi di Piazza San Babila.
Nel 1979 modifica l'intestazione dell'attività, dando così origine al nome Robertaebasta.
La galleria verrà successivamente trasferita in zona Brera dove, dal 1994, con l'ingresso del figlio Mattia Martinelli, gli spazi espositivi diventeranno quattro, a cui farà poi seguito nel 2017 l'apertura di Robertaebasta a Londra nel quartiere di Chelsea.
Nel 2021 fa il suo esordio televisivo su canale Nove nel programma di Paolo Conticini, Cash or Trash - Chi offre di più?. Sempre nel 2021 è protagonista, insieme al figlio Mattia (già co-conduttore dei programmi Magazine 7 e CASA & LIKE su LA7) e all'interior designer Tommy De Martis, de La mercante di Brera,  programma in otto puntate incentrato sulla sua figura e sull'attività all'interno delle gallerie.
Nel 2022, insieme a Stefania Orlando, Barbara Foria e Nicola Conversa, è giudice del programma Questa è casa mia! condotto da Tommaso Zorzi e in onda su Real Time. Sempre nel 2022, in compagnia del figlio Mattia, sfida Tommaso Zorzi e la madre Armanda in qualità di concorrente nell'edizione vip del game-show Cortesie per gli ospiti, in onda sempre su Real Time.

## Vita privata
Sposata giovanissima, nel 1972 divorzia dal primo marito da cui ha avuto una figlia, Malena. In seconde nozze sposa Alberto Martinelli, produttore discografico milanese scomparso nel 2017. Dal secondo matrimonio nel 1975 nasce il suo secondogenito Mattia.

## Riconoscimenti
Il 7 dicembre 2024 le viene conferito dal Comune di Milano l'Ambrogino D'oro nella forma di attestato di civica benemerenza , per il suo lavoro di antiquaria e per le sue attività benefiche.

## Programmi televisivi
- La mercante di Brera (Nove, 2021), conduttrice
- Cash or Trash - Chi offre di più? (Nove, 2021- in produzione), mercante
- Questa è casa mia! (Real Time, 2022) 6 puntate, giudice
- Cortesie per gli ospiti (Real Time, 2022)  1 puntata, concorrente
- * Max working - Lavori in corso (Italia 1, 2025)